# Siliquamomum tonkinense
Siliquamomum tonkinense är en enhjärtbladig växtart som beskrevs av Henri Ernest Baillon. Siliquamomum tonkinense ingår i släktet Siliquamomum och familjen Zingiberaceae. IUCN kategoriserar arten globalt som sårbar. Inga underarter finns listade i Catalogue of Life.